# Danh sách nhân vật chính trong Kinh Thánh
Kinh Thánh là thuật ngữ chung chỉ các loại sách được tôn kính trong các tôn giáo như: Do Thái giáo, Kitô giáo, Hồi giáo. Do Thái giáo chỉ có Kinh thánh Do Thái còn gọi là Tanakh, họ không chấp nhận sử dụng thuật ngữ Cựu Ước dù rằng phần lớn sách của Cựu Ước là nằm trong Tanakh. cũng không chấp nhận quy điển Thánh Kinh hoặc Tân Ước mà Kitô giáo chọn lọc. Kitô giáo gọi Kinh Thánh là tất cả các sách Cựu Ước và Tân Ước. Sau đây là danh sách nhân vật lớn trong Kinh Thánh.

## Kinh Thánh Do Thái

### Các tư tế
- Aaron
- Elazar
- Eli
- Phinehas

### Chi tộc Israel
Theo Sách Sáng thế, chi tộc Israel là dòng dõi của các người con trai của Jacob (Giacóp). Jacob là người được nhận lời chúc phúc của cha mình là Isaac, sau này tên của Jacob là Israel. Mười hai người con trai của ông trở thành tổ tiên của Mười hai Chi tộc Israel.
- Chi tộc Asher
- Chi tộc Benjamin
- Chi tộc Dan
- Chi tộc Gad
- Chi tộc Issachar
- Chi tộc Joseph, họ chia thành hai chi tộc nhỏ:
  - Chi tộc Ephraim
  - Chi tộc Menasheh
- Chi tộc Judah
- Chi tộc Levi
- Chi tộc Naphtali
- Chi tộc Reuben
- Chi tộc Simeon
- Chi tộc Zebulun

## Tân Ước

### Chúa Giêsu và những người liên quan
Giêsu
- Đức Mẹ Maria
- Thánh Giuse

### Các tông đồ
Nhóm Mười Hai:
- Phêrô (Simon Kefa)
- Anrê (người anh em của Simon)
- Giacôbê, con ông Dêbêđê
- Gioan, con ông Dêbêđê (cho rằng đây là Gioan, Tông đồ Thánh sử)
- Philípphê
- Batôlômêô
- Tôma
- Mátthêu
- Giacôbê, con ông Anphê
- Giuđa (Tađêô)
- Simôn Quá Khích
- Giuđa Ítcariốt (người phản bội)

Những người khác:
- Phaolô
- Titô
- Mátthia

### Tư tế
- Caipha, thượng tế
- Dacaria, cha của Gioan Tẩy Giả

### Tiên tri
- Agabus
- Anna
- Simêon
- Gioan Tẩy Giả

### Other believers
- Apollos
- Aquila
- Banaba
- Dionysius the Areopagite
- Epaphras, fellow prisoner of Paul (Philemon 1:23), fellow worker (Colossians 4:12-13)
- Giuse người Arimathy
- Ladarô
- Luca
- Máccô
- Mátta
- Maria Mađalêna
- Maria, em Mátta
- Nicôđêmô
- Onesimus
- Philemon
- Priscilla
- Silas
- Sopater
- Stêphanô, tử đạo tiên khởi
- Timothy

### Nhà cầm quyền
- Hêrôđê
- Herod Antipas
- Pontius Pilate
- Agrippa I
- Felix